# جوزيف فرانز كايزر
جوزيف فرانز كايزر (بالألمانية: Joseph Franz Kaiser) هو ناشر نمساوي، ولد في 11 مارس 1786 في غراتس في النمسا، وتوفي بنفس المكان في 19 سبتمبر 1859.